# Гней Бебий Тамфил (консул)
Гней Бе́бий Тамфи́л (лат. Gnaeus Baebius Tamphilus; умер после 181 года до н. э.) — римский военачальник и политический деятель из плебейского рода Бебиев, консул 182 года до н. э. Воевал в Цизальпийской Галлии (199 год до н. э.) и Лигурии (182 год до н. э.).

## Происхождение
Гней Бебий принадлежал к незнатному плебейскому роду, возвысившемуся в конце III века до н. э. Согласно Капитолийским фастам, отец и дед Гнея Бебия носили преномены Квинт и Гней соответственно. Квинт Бебий упоминается в источниках как один из послов, в 219 году до н. э. потребовавших от Ганнибала прекратить осаду Сагунта, а позже объявивших войну Карфагену.
У Гнея Бебия был младший брат Марк Бебий, консул 181 года до н. э.

## Биография
Предположительно именно Гней Бебий, а не его отец, был монетарием в 214 году до н. э. Первое бесспорное упоминание о Гнее относится к 204 году до н. э., когда он занимал должность народного трибуна и в этом качестве попытался привлечь к суду обоих цензоров — Гая Клавдия Нерона и Марка Ливия Салинатора. Народ не любил этих магистратов, и Тамфил, по словам Тита Ливия, «решил воспользоваться этим, чтобы усилить своё влияние». Но сенат его не поддержал, и до судебного процесса дело не дошло.
В 200 году до н. э. Гней Бебий был плебейским эдилом; известно, что он трижды повторял Плебейские игры. Ещё занимая эту должность, он добился своего избрания претором на следующий год. В 199 году Тамфилу было поручено командовать легионами, с которыми воевал в Цизальпийской Галлии один из консулов предыдущего года, Гай Аврелий Котта. Претор должен был ждать под Аримином нового консула, Луция Корнелия Лентула, но он нарушил волю сената: вторгся в земли инсубров, там его армия попала в окружение и понесла огромные потери (6700 человек убитыми). Узнав об этом, Лентул спешно прибыл в провинцию, «всячески разбранил опозорившегося претора и приказал ему… убираться в Рим».
Следующее упоминание о Гнее Бебии относится только к 186 году до н. э., когда он был одним из триумвиров, занимавшихся заселением двух опустевших колоний — Сипонта и Буксента. В 182 году до н. э. Тамфил стал консулом вместе с патрицием Луцием Эмилием Павлом (впоследствии Македонским). Провинцией для обоих без жеребьёвки стала Лигурия. Действия Тамфила и Павла против местных племён были успешны, так что сенат назначил однодневное благодарственное молебствие. Тем не менее полномочия Гнея Бебия и Луция Эмилия были продлены и на следующий год. Известно, что в качестве проконсула Тамфил находился в Пизе.